# حسن حبيب
حسن حبيب (بالإنجليزية: Hasan Habib)‏ هو لاعب بوكر أمريكي، ولد في 19 أبريل 1962 في كراتشي في باكستان.